# Kanadas Grand Prix 2005
Kanadas Grand Prix 2005 var det åttonde av 19 lopp ingående i formel 1-VM 2005.

## Resultat
1. Kimi Räikkönen, McLaren-Mercedes, 10 poäng
2. Michael Schumacher, Ferrari, 8
3. Rubens Barrichello, Ferrari, 6
4. Felipe Massa, Sauber-Petronas, 5
5. Mark Webber, Williams-BMW, 4
6. Ralf Schumacher, Toyota, 3
7. David Coulthard, Red Bull-Cosworth, 2
8. Christian Klien, Red Bull-Cosworth, 1
9. Jacques Villeneuve, Sauber-Petronas
10. Tiago Monteiro, Jordan-Toyota
11. Christijan Albers, Minardi-Cosworth

### Förare som bröt loppet
- Jarno Trulli, Toyota (varv 62, bromsar)
- Jenson Button, BAR-Honda (46, olycka)
- Nick Heidfeld, Williams-BMW (43, motor)
- Takuma Sato, BAR-Honda (40, bromsar)
- Patrick Friesacher, Minardi-Cosworth (39, hydraulik)
- Fernando Alonso, Renault (38, upphängning)
- Giancarlo Fisichella, Renault (32, hydraulik)
- Narain Karthikeyan, Jordan-Toyota (24, upphängning)

### Förare som diskvalificerades
- Juan Pablo Montoya, McLaren-Mercedes (52, felaktig utfart från depån)

## VM-ställning
| Förarmästerskapet 1. Fernando Alonso, Renault, 59 2. Kimi Räikkönen, McLaren-Mercedes, 37 3. Jarno Trulli, Toyota, 27 | Konstruktörsmästerskapet 1. Renault, 76 2. McLaren-Mercedes, 63 3. Williams-BMW, 47 Toyota, 47 |